# Prieuré Saint-Bernard
Le prieuré Saint-Bernard est un monument historique situé à Ottmarsheim, dans le département français du Haut-Rhin.

## Localisation
Ce bâtiment est situé à Ottmarsheim.

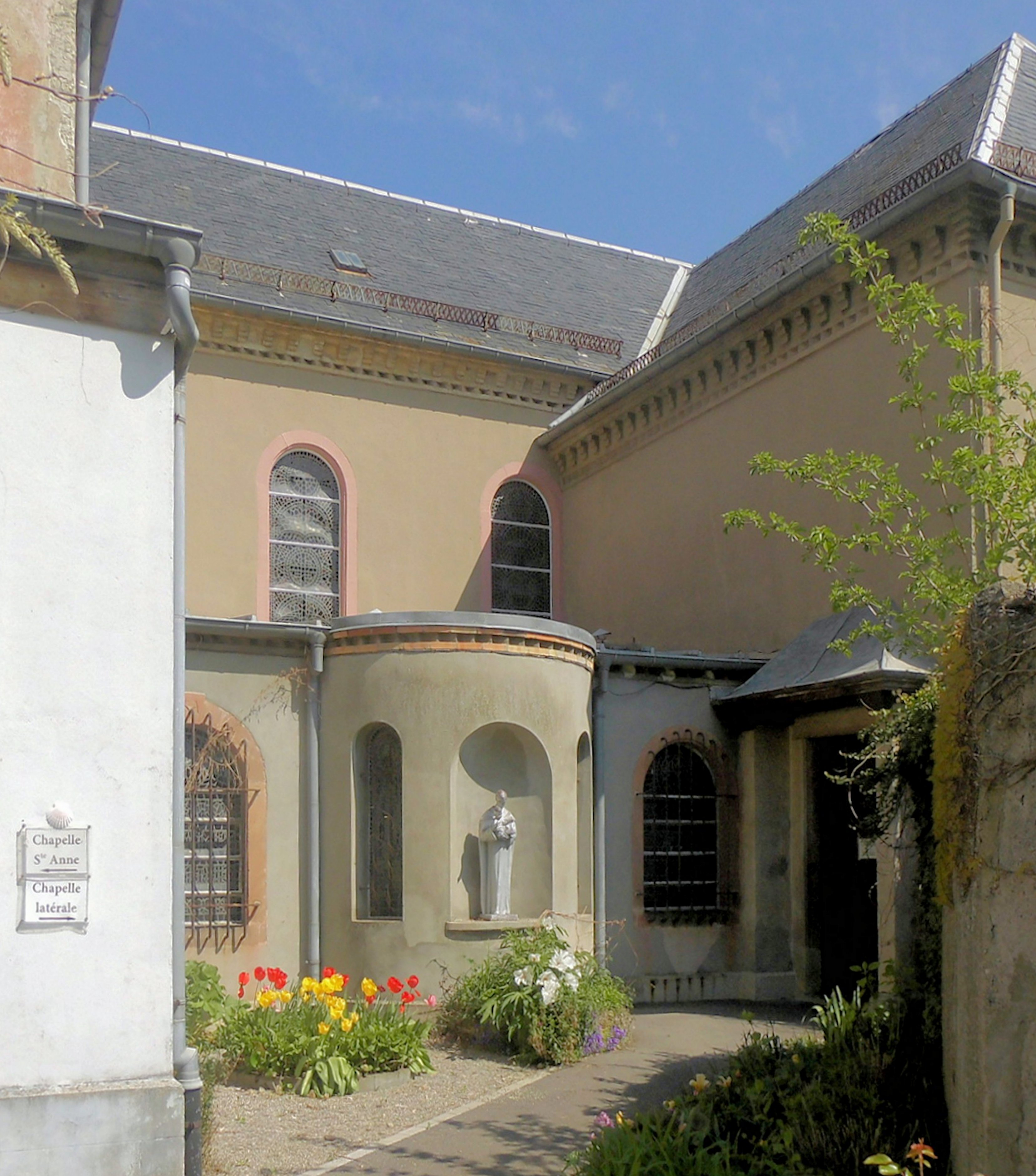
La chapelle Sainte-Anne

## Historique
Le prieuré fait l'objet d'une inscription au titre des monuments historiques depuis 2015.
Il abrite une communauté des Serviteurs de Jésus et de Marie.
Il abrite la chapelle Sainte-Anne d'Ottmarsheim.